# Hājīpur (ort i Indien, Punjab)
Hājīpur är en ort i Indien.   Den ligger i distriktet Hoshiarpur och delstaten Punjab, i den norra delen av landet, 400 km norr om huvudstaden New Delhi. Hājīpur ligger 307 meter över havet och antalet invånare är 5 680.
Terrängen runt Hājīpur är platt åt nordväst, men åt sydost är den kuperad. Runt Hājīpur är det tätbefolkat, med 459 invånare per kvadratkilometer. Närmaste större samhälle är Mukeriān, 13,2 km väster om Hājīpur. Trakten runt Hājīpur består till största delen av jordbruksmark.